# Oxira cuneata
Oxira cuneata là một loài bướm đêm trong họ Noctuidae.